# Miconia pseudoeichleri
Miconia pseudoeichleri är en tvåhjärtbladig växtart som beskrevs av Célestin Alfred Cogniaux. Miconia pseudoeichleri ingår i släktet Miconia och familjen Melastomataceae. Inga underarter finns listade i Catalogue of Life.